# Chamaedorea microspadix
Espèce
Statut de conservation UICN

 LC  : Préoccupation mineure
Chamaedorea microspadix (Palmier-bambou) est une espèce de palmier originaire des forêts du centre montagneux du Mexique qui forme dans la nature des touffes très denses mesurant 3 m de haut. Il pousse en sous-bois humide.

## Description
C'est un beau petit palmier cespiteux de croissance assez rapide. C'est une espèce dioïque. Il réussit assez bien en culture et peut être utilisé aussi bien en pot en intérieur qu'à l'extérieur en pleine terre en situation sud ombragée et abritée, en climat méditerranéen (Zone de rusticité 8B minimum) bien sûr. Ses tiges chlorophylliennes bambusiformes restent souvent recouverte des bractées séchées des anciennes feuilles. La couronne n'est formée que de 3 à 5 feuilles pennées vert mat, la paire de folioles terminales est souvent en forme de queue de poisson. Ses inflorescences sont assez petites (micro spadix), les fleurs femelles engendrent des fruits orange à rouge vif. Mais, attention, ces fruits contiennent des cristaux d'oxalate pouvant provoquer quelques rougeurs sur les doigts non protégés…

### Galerie

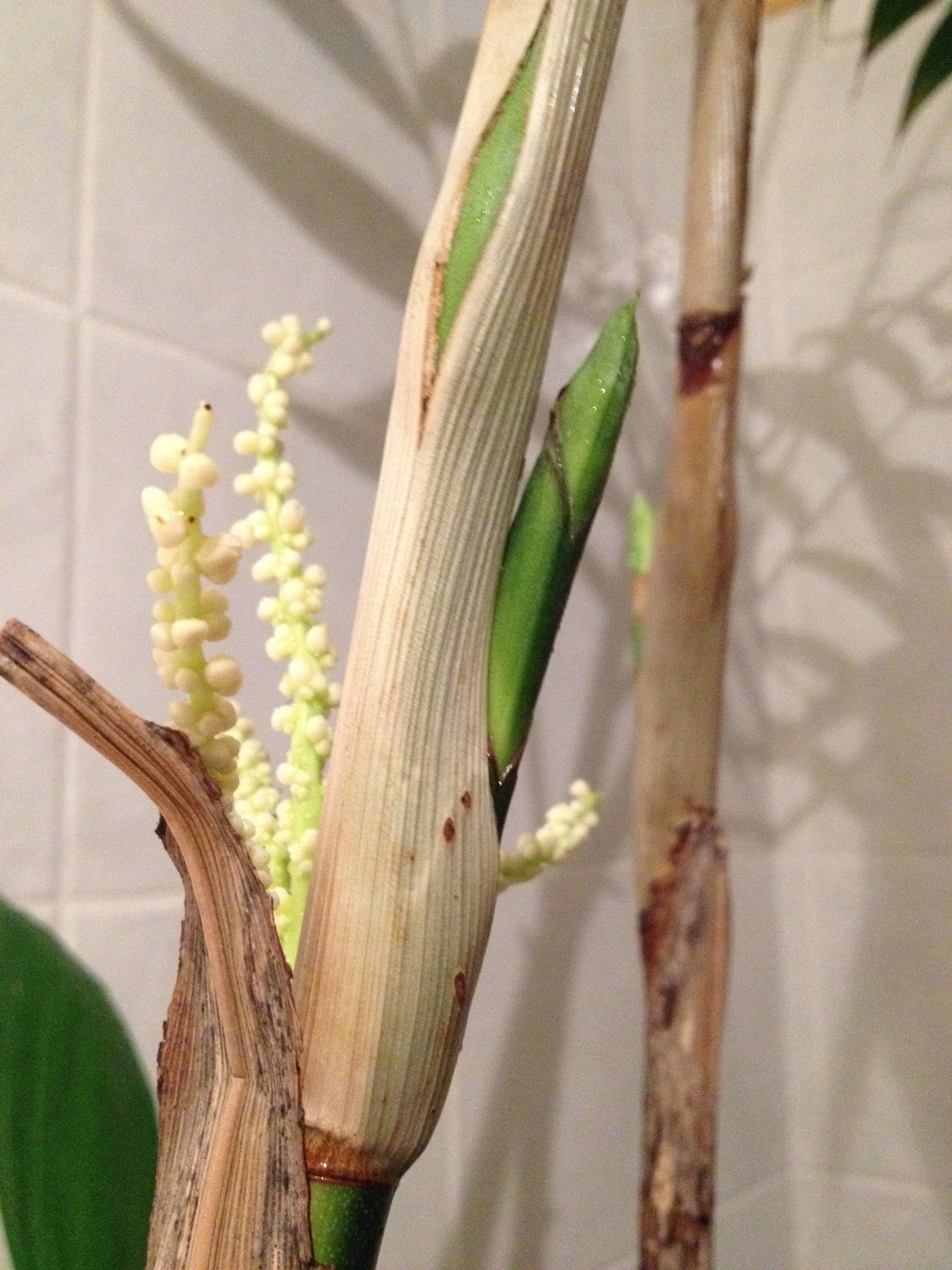
Spadice
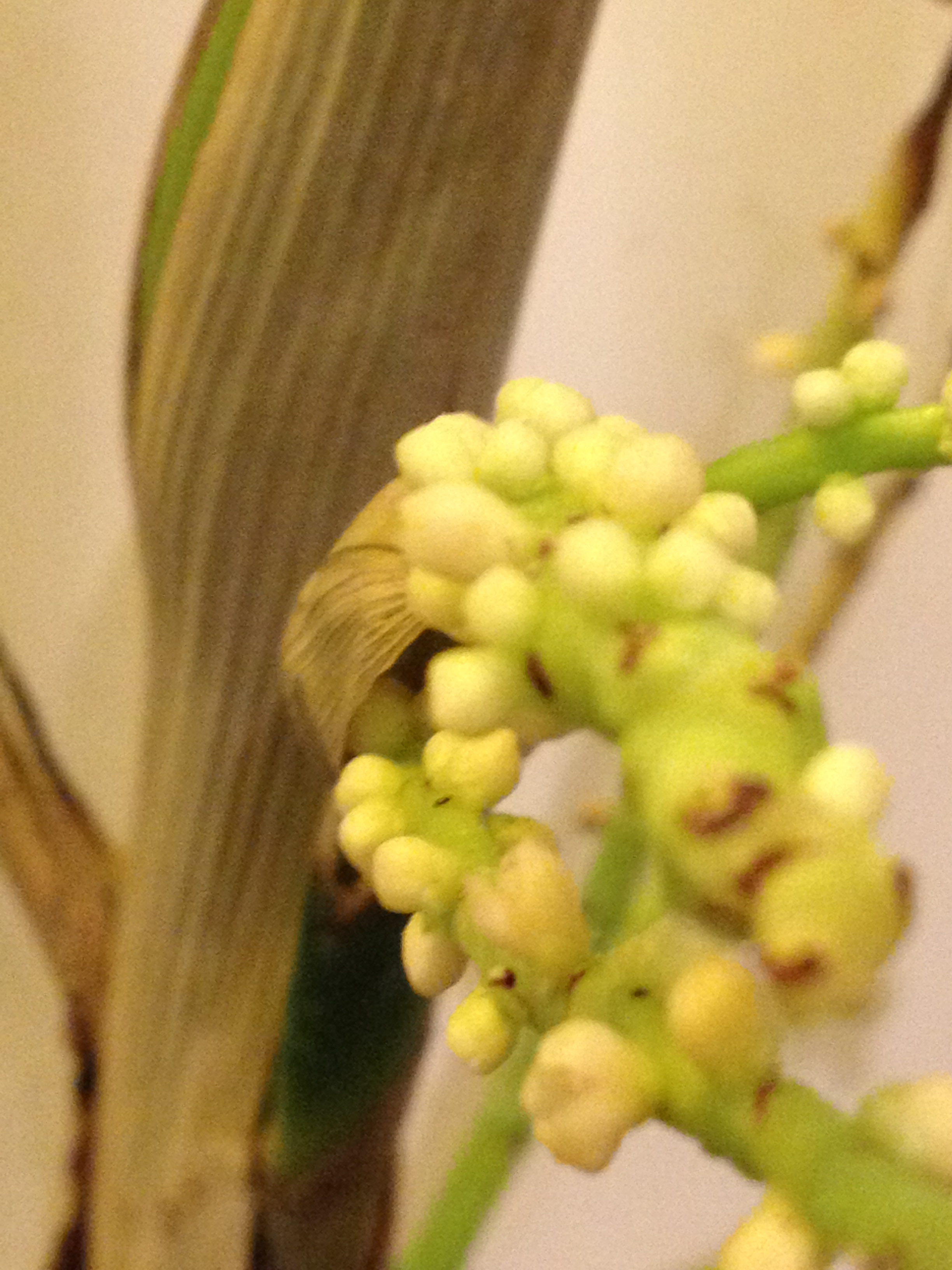
Inflorescence en spadice
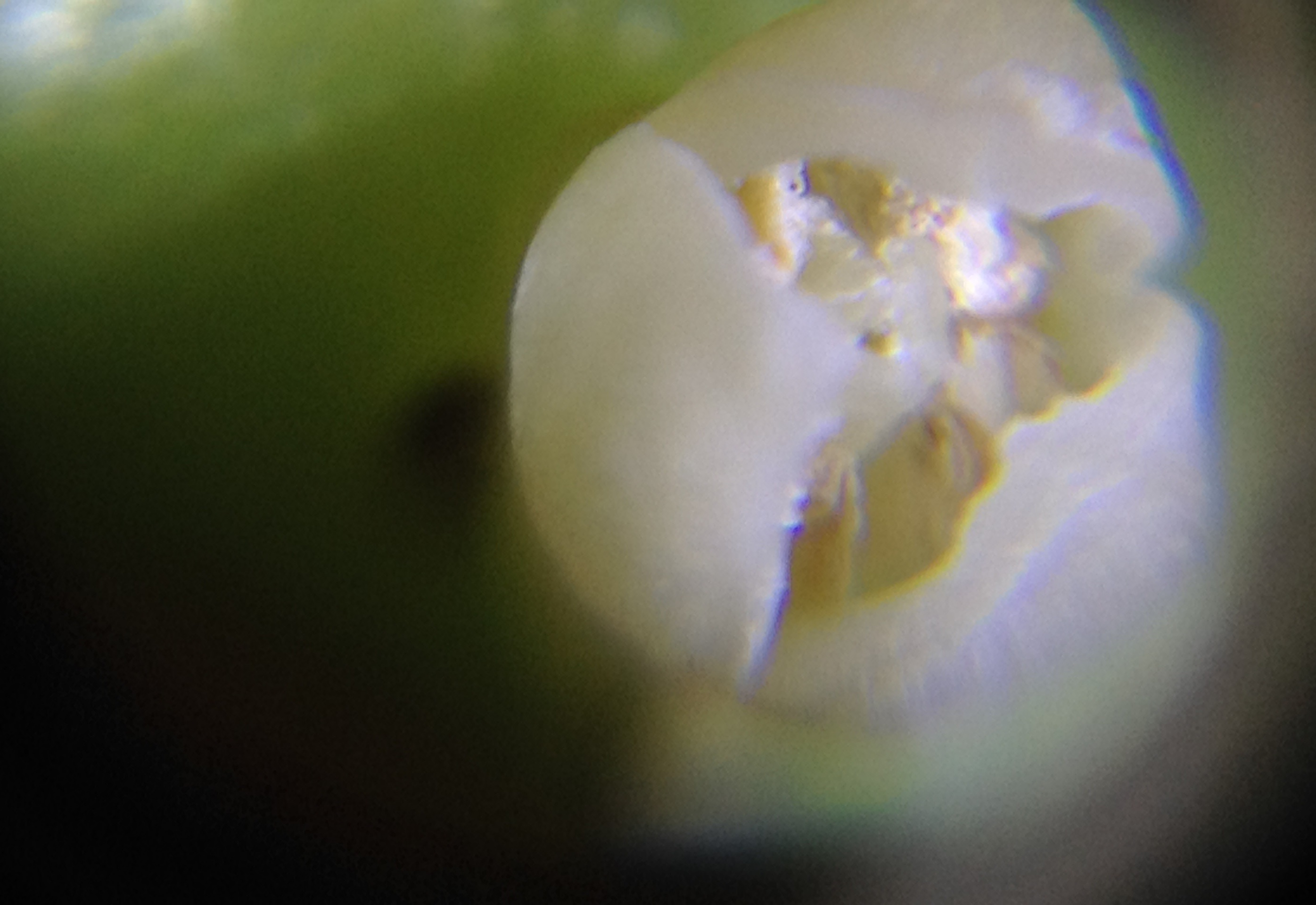
Fleur